# 2,6-二羟基苯甲酸
2,6-二羟基苯甲酸（英語：2,6-Dihydroxybenzoic acid，也称为γ-间羟基苯甲酸）是一种二羟基苯甲酸（DHBA）。由于存在分子内氢键，2,6-二羟基苯甲酸是一种非常强的酸。